# Spodnje Roje
Spodnje Roje este o localitate din comuna Žalec, Slovenia, cu o populație de 43 de locuitori.